# レディビアード
レディビアード（Ladybeard、1983年8月3日 - ）は、オーストラリアのアデレード出身のミュージシャン、女装パフォーマー、女装プロレスラー。血液型K型（Kawaii-type!）。ニックネームはビアちゃん。

## 経歴
子供の頃よりテコンドー、ジークンドー、ムエタイ、カポエイラを学ぶ。メルボルンにおいてジャッキー・チェンのスタントマンと共にトレーニングをしていたことにより、香港においてカンフー映画に参加することとなる。2006年、香港にてスタントマンとしてデビューした。2009年、レスリング・ジムにおいて二か月のトレーニングの後、香港プロレス（HKWF）にてプロレスデビュー、ロリータ服を着たツインテールの姿のキャラクター、鬍鬚女（Wu So Lui）として初試合を行う。これにより、一夜にして人気を得た彼は、この突飛な衣装で広東ポップのヘビーメタルカバーをするパフォーマンスを始めることとなった。2013年8月より日本での活動を始めた。
- 永遠の5歳で自身を「元気プレゼンター」と称する。
- 14歳の時に姉の学生服を着てパーティに参加し女装デビュー。
- 香港滞在時に本格的な女装活動を開始。この頃にヘヴィメタル、プロレスも開始。
- ミュージシャンとして海外ツアーも行っており、日本には2011年に初来日。
- 日本のカルチャーに影響を受け、2013年に再来日以降日本を活動拠点にする。
- 2015年にはコスプレ会社のPRユニット「LADYBABY」のメンバーとして活動の幅を広げる。
- デビュー以来様々な国や地域で活動してきたこともあり、母国語の英語の他に日本語・ドイツ語・中国語（普通話）・広東語を使いこなす。
- 2016年8月1日、LADYBABYの脱退を発表[4]。
- 2017年2月、才木玲佳との新ユニット・DEADLIFT LOLITA （英語版）を結成を発表。4月より毎月1回、東京ビジュアルアーツと提携して主催ライブを実施する[5]。
- 2021年4月、新ユニット・BABYBEARDの結成を発表。

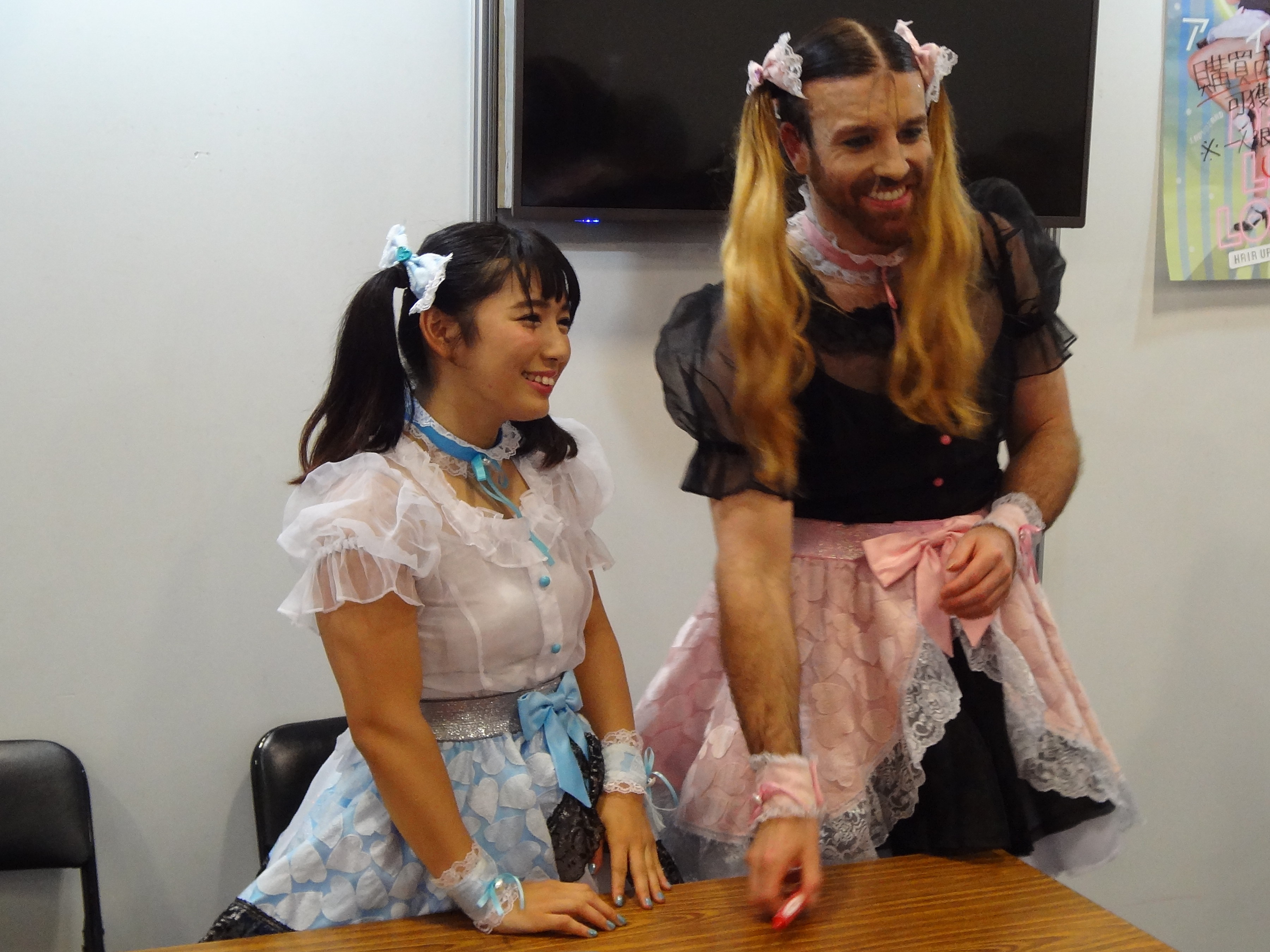
Deadlift Lolita（2017年）

- 2024年、BABYBEARDとしてオーストラリアツアーを実施。 アデレード、メルボルン、シドニー、ブリズベンの4都市で開催。

## 人物
香港版『ちびまる子ちゃん』のさくら友蔵の声優を担当していた。レディビアード曰く、友蔵は行動がすごくおじさんっぽくてチャーミングとのこと。

## 音楽活動
楽曲としては日本のポップスやアニメソングのカバーがメインであるが、曲の途中からメタルコア調に変わり、歌唱も可愛い歌い方からデスボイスに変貌するという「カワイイコア」というスタイル。2015年より「LADYBABY」のデスボイス担当として活動し、2016年に脱退。

### 主な楽曲
- おどるポンポコリン
- バレンタイン・キッス
- つけまつける
- First Love

## プロレスラー
2009年
- オーストラリアで習得したテコンドーをベースに香港のプロレス団体でデビュー。

2013年
- 12月11日、ユニオン新宿FACE大会に「世界中を放浪しているオーストラリアの格闘家」リチャード・バーンという名で空手着姿で参戦、風戸大智と対戦しTKO勝利。

2014年
- 2月11日、ユニオン横浜ラジアントホール大会にて石川修司と対戦、スリーパースイングを受けギブアップ。試合後「次は本当の姿を見せる」と言い残し去る。同大会のメイン終了後、本来の姿であるレディビアードで登場、ユニオン入団を直訴し石川がこれを受諾。
- 6月19日、ユニオン牛込箪笥区民ホール大会にてチェリーの持つFTE王座に挑戦し勝利、同王座ベルトを獲得。
- 8月17日、DDTのビッグマッチとなる両国大会に赤井沙希・大石真翔とのタッグで出場。

2015年
- 10月7日、ユニオン解散に伴い、DDT移籍。

2020年
- 9月30日、契約満了により、DDT退団。

## 獲得王座
ユニオンプロレス
- ユニオン認定Fly to Everywhereワールドチャンピオンシップ（第3代）

DDTプロレスリング
- KO-D10人タッグ王座（初代）（パートナーは大家健&スーパー・ササダンゴ・マシン&大石真翔&LiLiCo）
- アイアンマンヘビーメタル級王座(第1028・1032・1037代)

## 得意技
ナッツクラッカー
- ダウンした相手の顔面を跨いでシットダウンし、そのままエビに固める。

かわいくて強いテコンドー仕込みキック!
- 長い足や180度開脚を活かした各種キック。

アフターバーン
- 跳び後ろ回し蹴り。

ウーマンズリベレイション
- 旋回しての延髄蹴り

## 入場テーマ曲
- 『Burn the Disco Floor with Your 2-step!!』 - (Fear, and Loathing in Las Vegas）

## メディア出演

### テレビ
- ZIP!（日本テレビ、2014年5月）
- 噂の現場直行ドキュメン　ガンミ!!（TBS、2014年6月）
- 大阪ワイドショー(MBS、2014年9月）
- ネットで調べてもほとんど出てこない裏ニュース（テレビ東京、2014年12月）
- 有田チルドレン（TBSテレビ、2015年6月）
- ダウンタウンDX（読売テレビ、2015年11月）
- saku saku（テレビ神奈川、2016年1月） - ユニットを組んだトミタ栞と共演。
- ネプ&イモトの世界番付（日本テレビ、2016年2月） - オーストラリア代表として出演。
- ビットワールド（NHK Eテレ、2016年 - 2017年） - カオスダマン役。
- トイレ観光 (テレビ東京系列、2017年10月2・9日）
- 洋楽天国+（テレビ神奈川、2018年4月 - 2019年3月） - 番組ナビゲーター。
- 焼肉プロレス第8戦(テレビ大阪、2019年8月21日)  - 天使ビアちゃん役

他

### ラジオ・PODCAST
- Cat with Beard from JAPAN (文化放送、2022年4月‐)

### Webアニメ
- アニメで分かる心療内科（ピアちゃん）

### CM
- 早稲田塾（2014年、共演：セーラー服おじさん）
- SUUMO（2014年）
- スマートフォンゲーム「虹色カノジョ」（2014年）
- 高須クリニック（2014年、共演：ボブ・サップ）
- ランドセル ふわりぃ（2014年8月、リチャード・M名義）
- DeNA「パズル戦隊デナレンジャー」（2014年）
- Web限定動画 日本ケンタッキー・フライド・チキン「TARESSENCE(タレッセンス)」チキン派族長 役（2016年10月3日、共演：えなこ、セーラー服おじさん）[7]

他

## 出版物
- 写真集「Sing,Dance,DESTROY!!」（株式会社オパルス刊、2014年5月）
- 写真集「HIGE-GODDESS」（株式会社オパルス刊、2016年9月）
- ムック「レディビアード外伝」（株式会社オパルス刊、2016年9月）

## イメージDVD
- 「永遠の髭少女」（2014年8月、DDTプロレスリング）
- 「レディビアード ジャスティス☆ファイト」（2015年2月。h・m・p）